# Авиатика-МАИ-910
Авиатика-МАИ-910 Интерфлай — лёгкий самолёт.
Разработан в ОСКБЭС МАИ (Отраслевое специальное конструкторское бюро МАИ). Проектирование Авиатика-МАИ-910 велось с соблюдением международных норм летной годности JAR VLA. Первый вылет самолёта состоялся в 1995 году. Конструктивные особенности — быстроскладывающееся крыло.

## Лётно-технические характеристики
1. Экипаж: 2 человека
2. Тип двигателя — «Rotax-912»
3. Мощность двигателя, л. с. — 80
4. Максимальная взлётная масса, кг — 620
5. Масса пустого самолёта, кг — 380
6. Максимальная скорость горизонтального полёта, км/ч — 155
7. Скорость сваливания, км/ч — 76
8. Скорость отрыва, км/ч — 80
9. Максимальная скороподъёмность у земли, м/с — 3,5
10. Длина разбега, м — 150
11. Длина пробега, м — 145
12. Практическая дальность полёта, км — 400
13. Практический потолок, м — 3000
14. Эксплуатационные перегрузки — −2…+4
15. Длина самолёта, м — 5,2
16. Высота на стоянке, м — 2,4
17. Размах крыла, м — 10,7
18. Площадь крыла, м² — 11,2